# FTPS
FTPS, FTP/SSL nebo FTP se SSL/TLS označuje v informatice různá rozšíření protokolu FTP, která zajišťují zabezpečený přenos citlivých informací přes počítačovou síť (přihlašovací jméno, heslo nebo i vlastní přenášená data).
FTPS by nemělo být zaměňováno za SFTP nebo Secure FTP (FTP přes SSH).

## Dostupná rozšíření
Základní verze FTP protokolu přenáší všechna data v otevřené (čitelné) podobě, kterou je snadné zachytit, přečíst a zneužít (tj. přihlašovací jméno, heslo i přenášená data). V praxi existuje mnoho rozšíření, která tento nedostatek řeší, avšak ne každý klient a server je všechny podporuje. Je tedy nutné nalézt kombinaci, která bude funkční na obou stranách.
Nejčastěji jsou používány:
AUTH TLS neboli Explicitní FTPSpreferovaný způsob, který dle RFC 4217 definuje příkaz, který určuje, že bude použito TLS zabezpečení přenosu. Klient se připojuje na port 21, zahajuje nešifrovanou komunikaci a žádá o aktivaci TLS před tím, než budou posílána citlivá data.
AUTHdefinuje RFC 2228
Implicitní FTPSstarší, avšak stále hojně používaná metoda, kdy se klient připojuje na jiný port (typicky 990) a aktivace SSL je provedena před zasláním jakéhokoliv příkazu (tj. podobně jako u HTTPS)